# Kumcshon-ku
Kumcshon-ku (hangul:  금천구, handzsa:  衿川區, RR: Geumcheon-gu) Szöul 25 kerületének egyike.

## Tongok(Dongok)
- Kaszan-tong (Gasan-dong) (가산동, 加山洞)
- Sihung-tong (Siheung-dong) (시흥동, 始興洞)
- Tokszan-tong (Doksan-dong) (독산동, 禿山洞)